# A.F. van Mehren
 Der er for få eller ingen kildehenvisninger i denne artikel, hvilket er et problem. Du kan hjælpe ved at angive troværdige kilder til de påstande, som fremføres i artiklen.

August Ferdinand Michael van Mehren (født 6. april 1822 i Helsingør, død 14. november 1907 i Fredensborg) var en dansk orientalist. 

## Liv og karriere
Mehren blev student (privat dimitteret) 1838. Han vendte sig tidlig til studiet af de semitiske sprog, i hvilket fag D.G. Monrad i begyndelsen af 1840'erne virkede som privatdocent ved Universitetet. Da det imidlertid under de daværende forhold var umuligt at få en videre uddannelse i Danmark, rejste han til Leipzig og uddannedes her 1843-44 under den berømte Heinrich Leberecht Fleischer til en af sin samtids grundigste arabister. Derefter studerede van Mehren gammeltestamentlig fortolkning samt persisk hos Justus Olshausen ved universitetet i Kiel og tog dér doktorgraden 1845 ved en latinsk afhandling om og oversættelse af den arabiske digter-filolog Naslf al Yazidjls kritiske breve til Silvestre de Sacy om dennes udgave af Hariris Maqamer (Epistola critica Nasifi etc., 1848). 
Efter endnu en rejse til Leipzig begyndte han april 1849 forelæsninger på Københavns Universitet under Carl Hermansens vakance, blev 1851 lektor og 1854 professor i semitisk-østerlandsk filologi, fra hvilken stilling han trak sig tilbage 1898 for at tilbringe sine sidste år i Fredensborg, hvor han døde. Han er begravet i Helsingør.

## Hans arabiske forskning
Vinteren 1867-68 opholdt han sig i Ægypten. Af de semitiske sprogs rige felt har han fortrinsvis dyrket arabisk. På grund af fagets afsides karakter har han mindre haft betydning som lærer end som selvstændig forsker. På en række områder inden for den arabiske filologi har han leveret værker og udgaver, der alle udmærker sig ved stor grundighed og megen kritisk evne. Hans første større arbejde var Die Rhetorik der Araber fra 1853, der efter vendte han sig til den arabiske geografiske litteratur og udgav 1866 Dimishki på foranledning af Petrograd-Akademiet (Cosmographie de Chemseddin ed-Dimichqui. Texte Arabe); en fransk oversættelse fulgte 1874 under titlen: Manuel de la cosmographie du moyen âge. Rejsen til Orienten gav anledning til et par arkæologiske arbejder, men langt større betydning fik dog hans sidste og vigtigste serie værker, der behandler den arabiske filosof Ibn-Sina (Avicenna). Under syslen med arabisk religionshistorie førtes van Mehren særlig ind på spørgsmålene om Avicenna og hans forhold til den græske filosofi. Herom har han offentliggjort en række afhandlinger i det danske Videnskabernes Selskabs oversigter (1881-86) og i det belgiske tidsskrift Muséon, og i en monumental pragtudgave har han givet den arabiske tekst til Avicennas mindre skrifter Traités mystiques d’Abou Ali al-Hosain ibn Abdallah ibn Sinâ ou d’Avicenne (Leiden 1889-94).

## En pioner
Ejendommeligt for hans videnskabelige virksomhed er det, at han overalt med forkærlighed søgte pionerens opgave. Allerede hans første værk, den arabiske retorik, betegner indvinding af et helt nyt område, og i endnu højere grad gælder dette om de den arabiske filosofi vedrørende arbejder. De vanskeligheder, der er ved at tumle med et videnskabeligt stof, hvor man så godt som fuldstændig savner forarbejder, har for van Mehren haft en særlig tiltrækning. Han stod i sin samtids videnskab som en af de bedste repræsentanter for den af Fleischer stiftede skole af arabister: han havde hele denne skoles grundige viden og dens indsigt i den arabiske grammatiks rigt nuancerede enkeltheder, men han havde derhos et langt friere blik og en mere overlegen behandlingsmåde end adskillige af skolens tyske repræsentanter. Den kulturhistoriske side af det arabiske studium med den dertil hørende erkendelse af det moderne sprogs og de moderne orientalske kulturforholds betydning for videnskaben har for van Mehren som for hele Fleischers skole haft mindre tiltrækning. 

## Numismatiker
Endelig bør nævnes, at van Mehren var en dygtig numismatiker, der har beskrevet og tydet forskellige sjældne orientalske mønter i det københavnske møntkabinet. 

## Hædersbevisninger
Ydre anerkendelse for sin videnskabelige virksomhed opnåede van Mehren i rigt mål, såvel i Danmark som i udlandet. Han blev således medlem af Videnskabernes Selskab 1867. Han blev Ridder af Dannebrogordenen 1869, Dannebrogsmand 1887, Kommandør af 2. grad 1892 og af 1. grad 1898.